# 神河町立大河内中学校
神河町立大河内中学校（かみかわちょうりつ おおかわちちゅうがっこう）は、兵庫県神崎郡神河町にかつてあった公立中学校。2011年（平成23年）3月31日、神崎中学校との統合により閉校した。

## 沿革
- 1955年（昭和30年）3月31日 神崎郡寺前村が同郡長谷村と合併、町制施行したのに伴い、大河内町立大河内中学校と改称
- 2005年（平成17年）11月7日 神崎郡大河内町が同郡神崎町と合併したのに伴い、神河町立大河内中学校と改称
- 2011年（平成23年）3月31日 神河町立神崎中学校と統合し閉校、新たに神河中学校が設立

## 校訓
自主・信愛・実践

## 通学区域
以下の4小学校区。
- 神河町立寺前小学校
- 神河町立長谷小学校
- 神河町立南小田小学校
- 神河町立川上小学校

## 出身者
- のん（女優）
- 平岡敬人（野球選手）

## 周辺
- 神河町役場（本庁）
- 神河町立寺前小学校
- 大河内郵便局
- 兵庫県道8号加美宍粟線
- 兵庫県道404号長谷市川線
- 市川
  - 小田原川

## アクセス
- JR播但線 寺前駅から西へ500m
- 神姫グリーンバス・神河町コミュニティバス 大河内中学校にて下車